# Miróbriga celticorum
Miróbriga celticorum fue una antigua ciudad ubicada en la parte más occidental de Lusitania, durante la Edad del Hierro y la Antigua Roma. Fue mencionada por Plinio el Viejo como un oppidum en su libro de Historia Natural y por Ptolomeo como uno de los asentamientos celtas de la Lusitania en su libro Geografía.
A pesar de haber cierto debate, la ciudad se asocia generalmente con el yacimiento arqueológico de Castelo Velho de Santiago do Cacém (Herdade dos Chão Salgados), situado cerca del municipio de Santiago do Cacém, Alentejo, Setúbal, en el suroeste de Portugal.
Las ruinas fueron mencionadas por primera vez por André de Resende en el siglo XVI, quien también hizo la asociación con el topónimo. El sitio también es conocido como ruinas romanas de Miróbriga y ciudad romana de Miróbriga.
La arqueología reveló que el sitio ha estado ocupado desde la Edad del Hierro, al menos desde el siglo V/IV a. C., pero posiblemente se remonta al siglo IX a. C.
Con la colonización romana surgió la necesidad de administrar los nuevos territorios incorporados. Así, en algunos casos se crearon nuevas ciudades, mientras que en otros se transformaron asentamientos indígenas existentes para satisfacer las necesidades. El asentamiento original se convirtió en ciudad en la época romana y estuvo ocupado hasta la Alta Edad Media.

## Historia

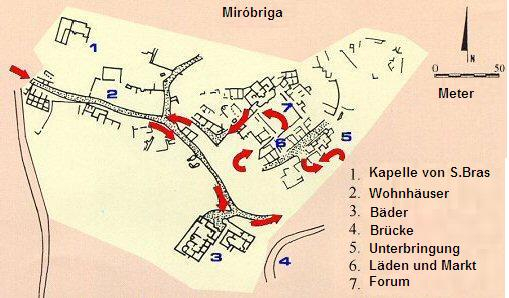
Plano de Miróbriga mostrando la capilla de São Brás (1), villas residenciales (2), termas (3), puente (4), alojamientos (5), mercado (6) y el foro (7)

### Edad de Hierro
El nombre de Castelo Velho (Castillo Viejo en portugués) es un topónimo popular recurrente para sitios y ruinas antiguas, que generalmente se refiere a lugares anteriores a la ocupación romana. La cultura material indica una fuerte influencia celta y, si éste es realmente el lugar de Miróbriga, el sufijo -briga es también un indicador de la naturaleza étnico-cultural de los habitantes.
El estado actual de la investigación sugiere que la ocupación más antigua puede remontarse al siglo IX a. C. Sin embargo, las estructuras conocidas datan sólo de los siglos IV y III a. C.
Se cree que este asentamiento ocupaba únicamente la colina de Castelo Velho y sus laderas, siendo una superficie de unos 11 800 m2.
Dado que las investigaciones se han centrado principalmente en los restos romanos, la ocupación del yacimiento durante la Edad de Hierro sigue siendo en gran medida desconocida. Sólo se ha excavado un edificio, normalmente denominado templo celta, aunque su función sagrada aún es objeto de debate y podría haber sido igualmente un edificio doméstico.
Posteriormente, en época romana el foro ocuparía casi toda la colina, destruyendo muy posiblemente el asentamiento anterior.

### Periodo romano
Hacia la segunda mitad del siglo I se inició la ocupación romana, ampliando el yacimiento hasta ocupar una superficie de 28.000 m2. En esta época se construyeron los baños termales y la carretera pavimentada a lo largo del sureste, lo que refleja la prosperidad económica en época Flavia. Hacia la primera mitad del siglo II se inició la construcción de los baños orientales y del hipódromo, a la que siguió la segunda fase de construcción en la segunda mitad del siglo II y del siglo III.
Hacia la segunda mitad del II aparecen signos de abandono, que pueden reflejar el período de crisis política provocado por las invasiones bárbaras de este periodo. A finales del siglo IV se produce una marcada reducción de la población, aunque persiste cierta continuidad en el lugar, principalmente en torno a la pequeña capilla de São Brás.

## Arquitectura

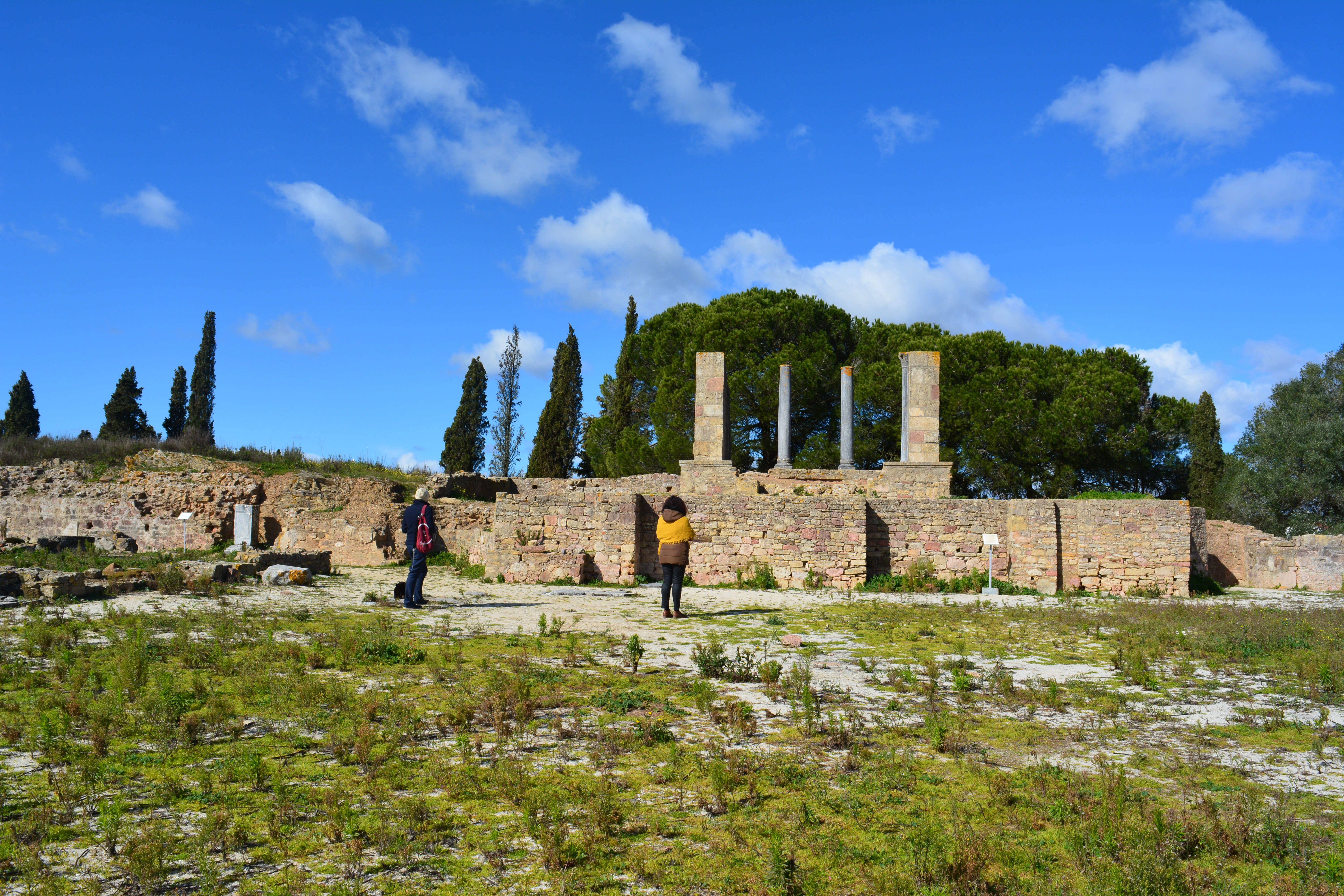
Área del foro

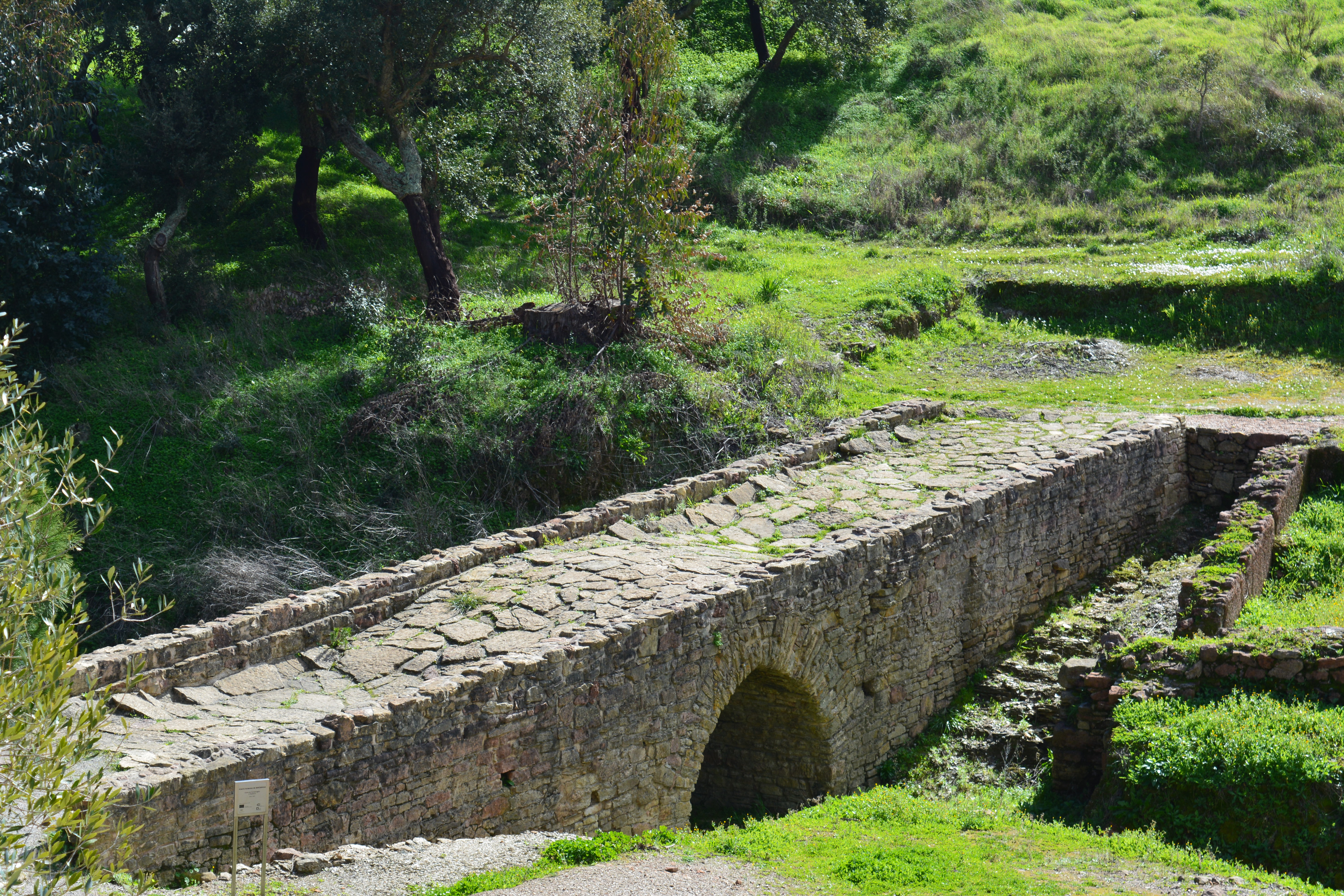
Puente pequeño de un solo arco

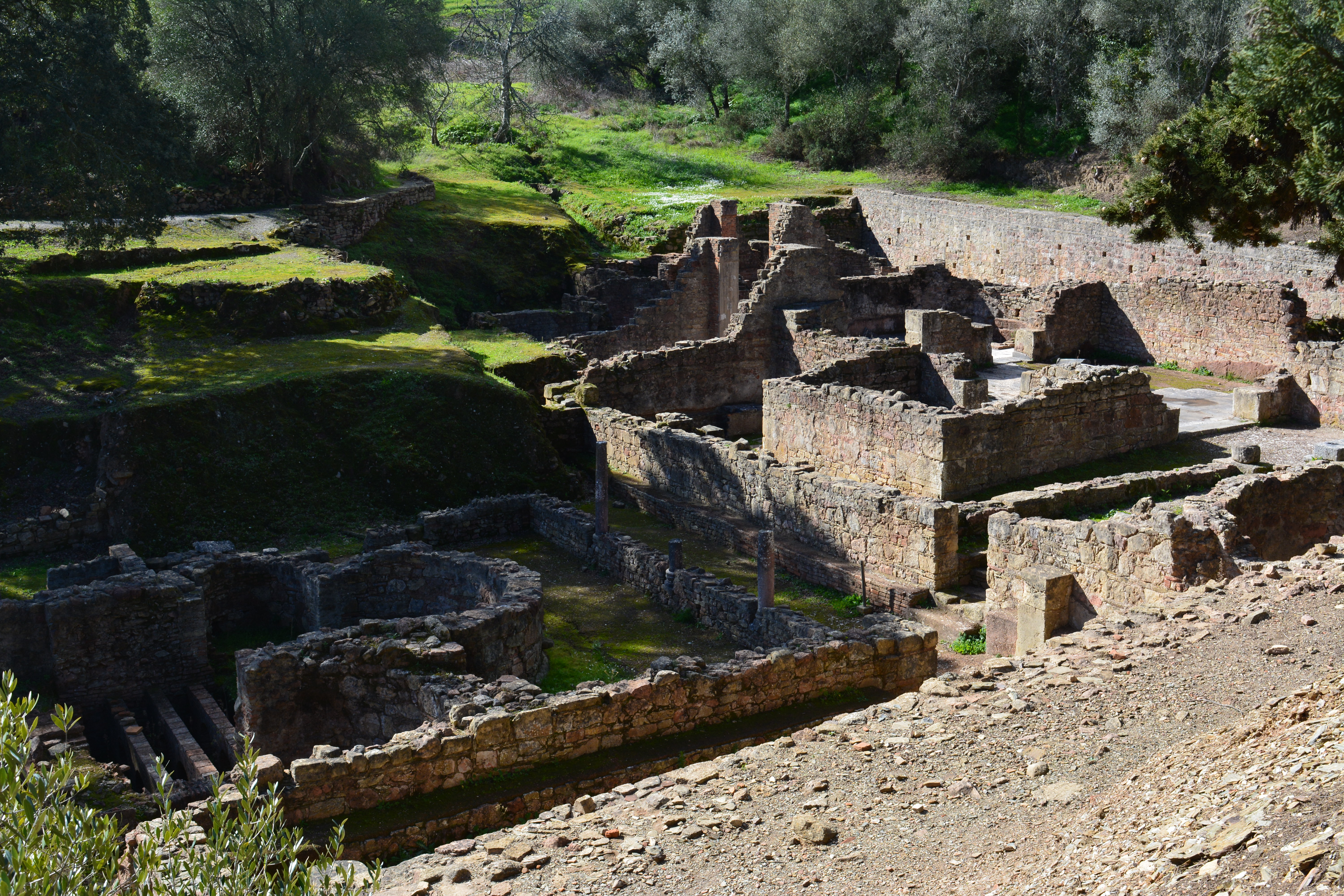
Vista parcial de las termas

La colina de Castelo Velho (245 m s. n. m.) domina el sitio, a un kilómetro al noroeste del centro urbano de la actual Santiago do Cacém, que domina la llanura norte de Chãos Salgados. Miróbriga está situada en una ubicación estratégica, sobre los antiguos caminos de la comarca con acceso a la costa. Muy cerca se encuentra el Molino de Cumeadas.

### Foro
Al este de los baños hay un pequeño puente de un solo arco que conduce al Foro de la ciudad, donde se encuentra el templo imperial y el templo de Venus, además en medio de estos se ven los restos de otro templo más antiguo dedicado a la divinidad local.

### Balneario
El asentamiento se sitúa en torno a varias calzadas romanas con numerosos accesos pavimentados. Alrededor del eje oeste-este se encuentran las ruinas de las casas residenciales. Al este, se encuentran las antiguas termas construidas sobre un canal y compuestas por dos edificios en forma de L (Termas occidentales y orientales). Cada edificio disponía de salas de masajes en las entradas, gimnasio, vestuarios, baños con frigidarium y caldarium y letrinas. Las salas se calentaban mediante un sistema de hipocausto que calentaba los suelos de los baños, que se ubicaba en la parte sur de los edificios.

### Circo
El Circo de Miróbriga celticorum, el único circo romano descubierto en todo Portugal, era un espacio rectangular, con asientos curvos en el extremo norte y asientos segmentados en el extremo sur, utilizados para carreras de carros o caballos. Era un espacio de 370 x 75 metros, atravesado por una columna vertebral con postes en cada extremo y un arco del triunfo en la entrada sur.

## Protección del yacimiento
El 1 de junio de 1992, el Instituto Português do Património Arquitectónico (IPPAR) (antecesor del Instituto de Gestión del Patrimonio Arquitectónico y Arqueológico) asumió la gestión del sitio, mediante el Decreto-Ley nº 106F/92. Esto fue seguido en por la adquisición de las tierras que rodeaban el sitio entre 1996 y 1997, como parte de la designación de ZEP-Zona de Protecção Especial.
El 1 de febrero de 1999, un despacho (Nº 180/99) de los Ministerios de Equipamiento, Planificación y Administración del Territorio, Ministerio de Medio Ambiente y Ministerio de Cultura, reconoció la importancia de salvaguardar las ruinas romanas y autorizó la construcción de un Centro de Interpretación.
El proyecto se inició en el año 2000, diseñado por la arquitecta Paula Santos, que contemplaba un espacio de 700 m2. El Centro de Interpretación está ubicado en una zona elevada a la entrada del sitio, con varios caminos que conducen desde esta zona a las ruinas.